# Atomkraft

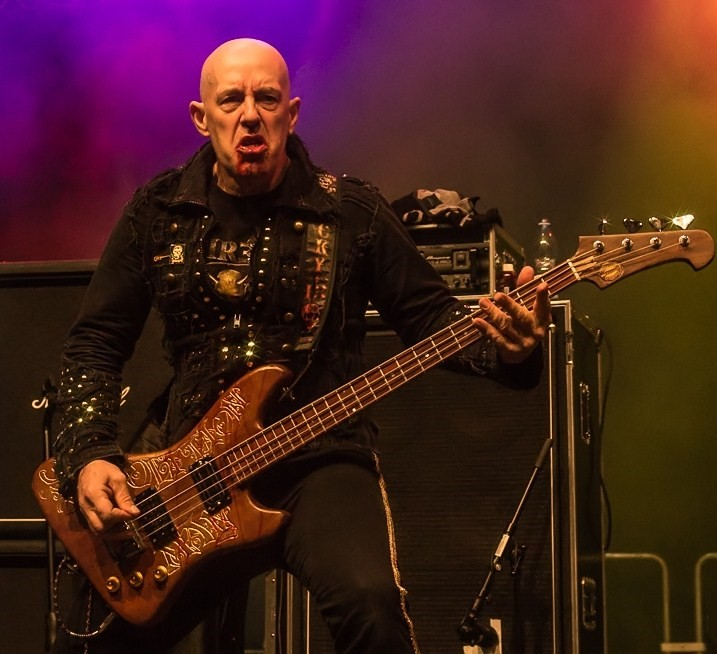
Tony "Demolition Man" Dolan, fundador do Atomkraft, em 2013

Atomkraft é banda inglesa de speed metal que existiu de 1979 a 1988 e se reiniciou em 2005.

## Discografia
- 1981 - Atomkraft (demo)
- 1981 - Demon (demo)
- 1983 - Total Metal (demo)
- 1985 - Future Warriors
- 1985 - Heat and Pain (demo)
- 1985 - Pour the Metal In (demo)
- 1986 - Your Mentor (demo)
- 1986 - Queen of Death (EP)
- 1987 - Conductors of Noize (EP)
- 1987 - Conductors of Noize (vídeo)
- 2011 - Cold Sweat (EP)

## Compilação
- 1987 - Atomkraft (compilação)
- 2004 - Total Metal: The Neat Anthology (compilação)
- 2014 - Looking Back to the Future (compilação)